# Lego
Lego (ле́го, от дат. Leg-godt — «играй хорошо») — серии конструктора, представляющие собой наборы деталей для сборки и моделирования разнообразных предметов. Наборы Lego выпускает группа корпораций Lego Group, главный офис которой находится в Дании, в городе Биллунн. Компания была основана 10 августа 1932 года. Первоначально она выпускала не конструкторы, а обычные деревянные игрушки.
Основным продуктом корпорации Lego являются разноцветные пластмассовые кирпичики, маленькие фигурки и тому подобное. Из Lego можно собрать такие объекты, как транспортные средства, здания, а также движущихся роботов. Всё, что построено, затем можно разобрать, а детали использовать для создания других объектов.
Корпорация Lego начала производство пластмассовых кирпичиков в 1949 году. С тех пор Lego расширила сферу своей деятельности, создавая фильмы, игры, конкурсы, а также двенадцать тематических парков развлечений, первым и самым большим из которых является Legoland на полуострове Ютландия, в небольшом городке Биллунд (Дания) — город, полностью построенный из конструктора Lego.
В декабре 2013 года было завершено строительство и произведён запуск полноразмерного автомобиля из деталей Lego, работающего на поршнях, приводимых в движение сжатым воздухом. Разработчики утверждают, что на сооружение подобного чуда техники ушло около 500 тысяч деталей. Автомобиль развивает скорость до 30 км/ч.
По состоянию на 2021 год Lego была крупнейшей компанией по производству игрушек в мире. В мире достаточно обычны выставки различных композиций из наборов Lego: в Германии (Целле, Гамбург), Нидерланды (Амстердам), Великобритании (Лондон), Японии (Токио), Сингапуре.
В июне 2021 года было объявлено, что компания переходит на экологичное производство, — к 2030 году кубики для конструктора должны будут производиться из переработанных пластиковых бутылок и стаканчиков из-под кофе. Однако в сентябре 2023 года Lego Group отказалась от перехода на производство экологически безвредных кубиков.

## Кирпичики

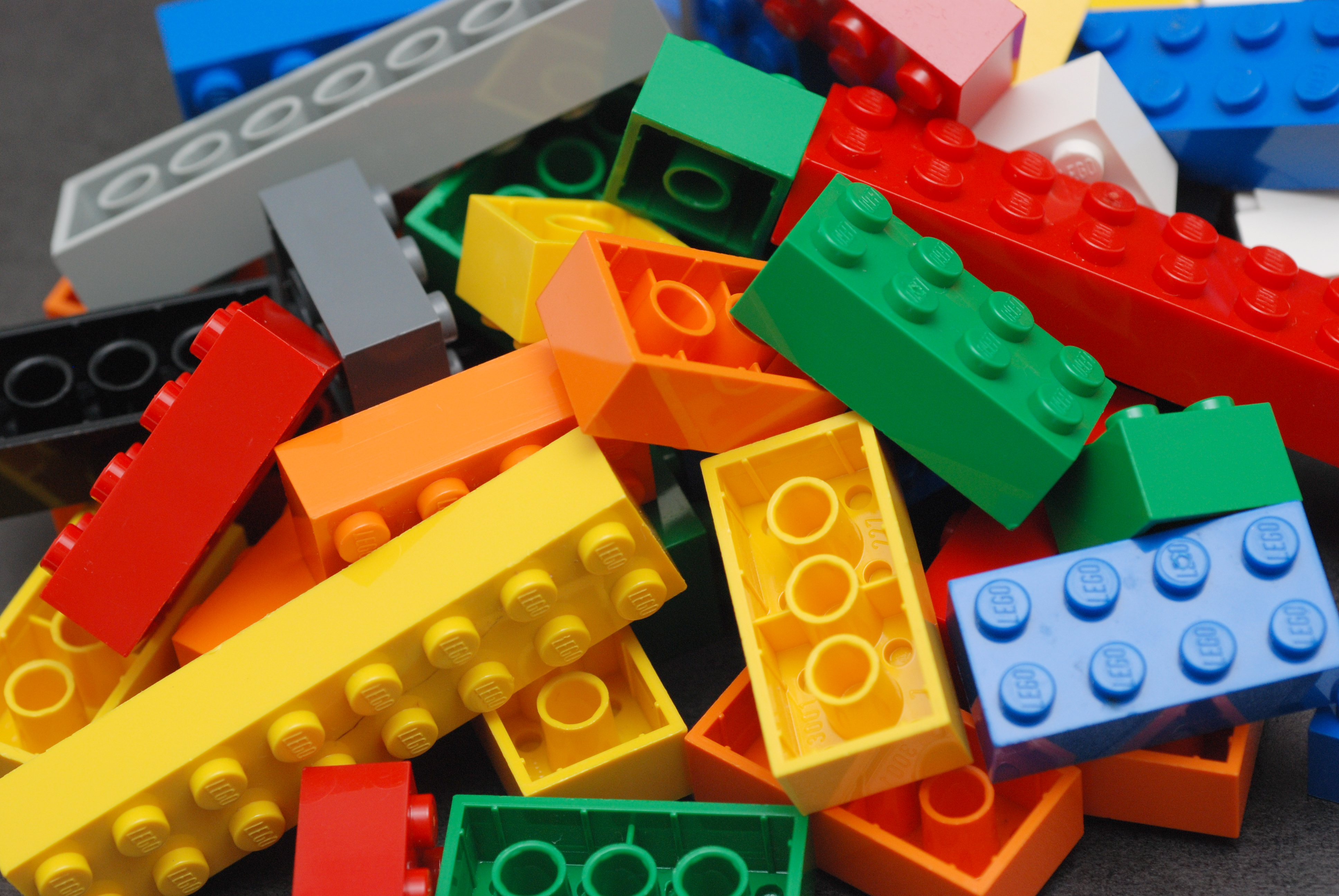
Кирпичики Lego

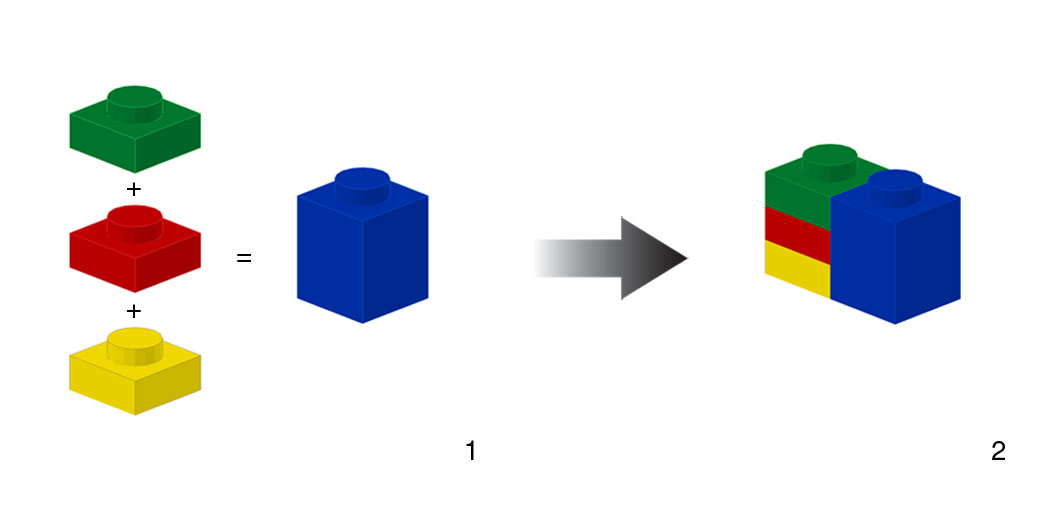
Основное соотношение высот кирпичиков Lego

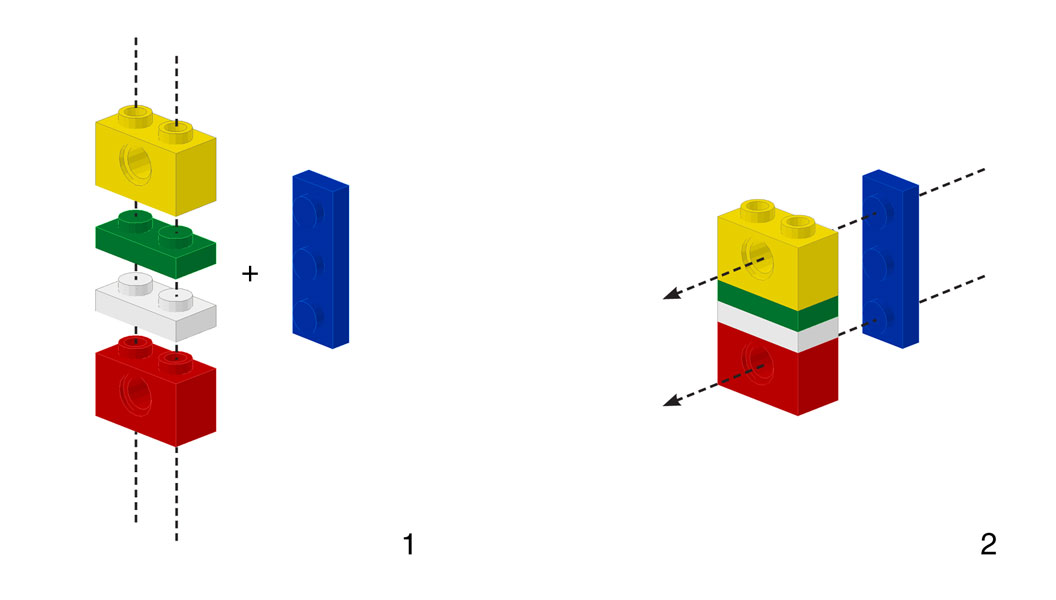
Базовый принцип присоединения кирпичиков Lego с боков

Основой наборов является деталь, представляющая собой полый пластмассовый блок, соединяющийся с другими такими же кирпичиками на шипах. Современную конструкцию кирпичики приобрели не сразу и, более того, кирпичик не являются всецело оригинальной разработкой корпорации Lego.
Прототипами кирпичиков Lego являются игрушечные блоки Гарри Фишера Пейджа, которые мистер Пейдж запатентовал в качестве изобретений в 1939 и 1944 годах. Блок представлял собой пустотелый игрушечный кирпичик с выступами, обеспечивающими сборку блоков путём вхождения выступов в полую часть другого блока.
Игрушечные блоки Г.Ф. Пейджа не пользовались большой популярностью. Главный недостаток блоков Пейджа заключался в слабой прочности создаваемых из них сооружений, поскольку полые внутри блоки не обеспечивают надёжное скрепление между собой. Простыми словами, если построить дом из таких блоков и поднять его за крышу, то нижняя часть дома упадёт, поскольку блоки вывалятся из полых частей других блоков. Таким образом, блоки Пейджа едва ли можно было использовать для динамичных игр.
Для устранения недостатка игрушечных блоков Г.Ф. Пейджа было предложено простое и элегантное техническое решение: ранее пустотелые блоки были снабжены круглыми соединительными элементами, которые обеспечивали защелкивание блоков в местах соединения.
Корпорация Lego запатентовала своё техническое решение в 1958 году. Патент был получен, в том числе, в Великобритании. Во избежание потенциальных судебных тяжб, при выходе на британский рынок компания Lego приобрела все права на блоки у мистера Пейджa.

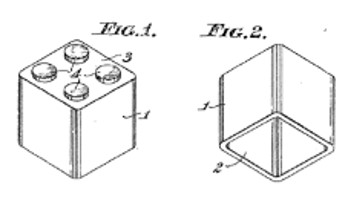
Игрушечный блок Г.Ф. Пейджа, чертеж из патента GB529580, 1939 год

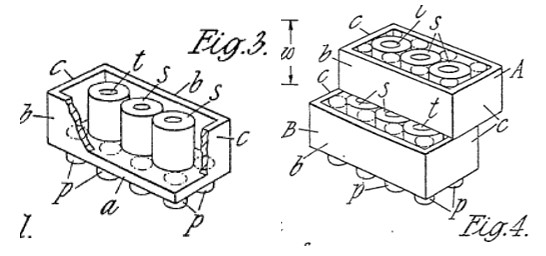
Кирпичики корпорации Lego, чертежи из патента GB866557, 1958 год

В наборы также входит множество других деталей: фигурки людей и других животных, колёса и так далее. Существуют наборы, в которые входят электродвигатели, различного рода датчики и даже микроконтроллеры. Наборы позволяют собирать модели автомобилей, самолётов, поездов, кораблей, зданий, роботов. Lego воплощает идею модульности, наглядно демонстрирующую детям то, как можно решать некоторые технические проблемы, а также прививает навыки сборки, разборки и ремонта техники. Блоки имеют стандартизованные размеры.

## История

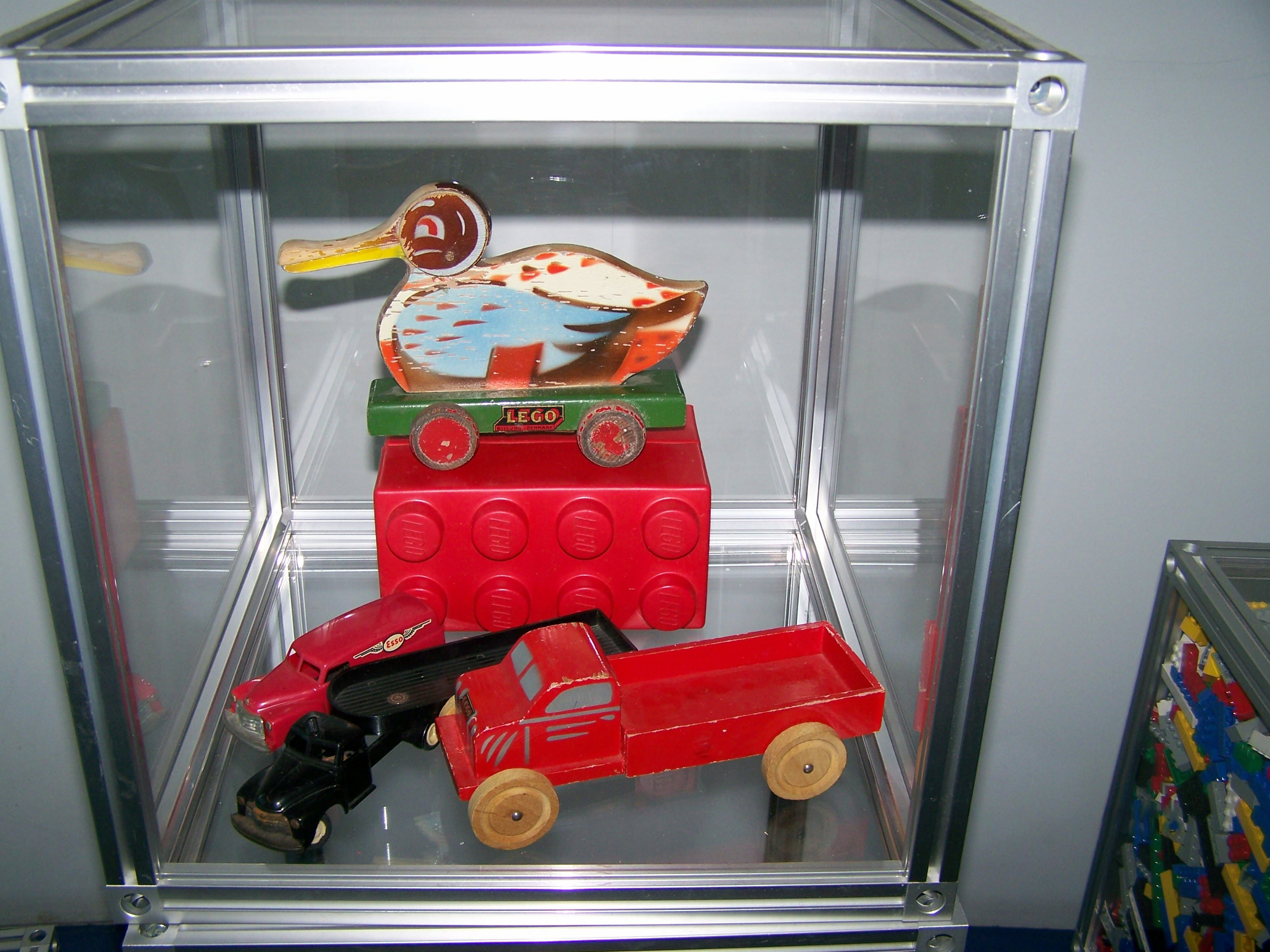
Первые деревянные игрушки, изготовленные Lego в Дании в 1930-х годах

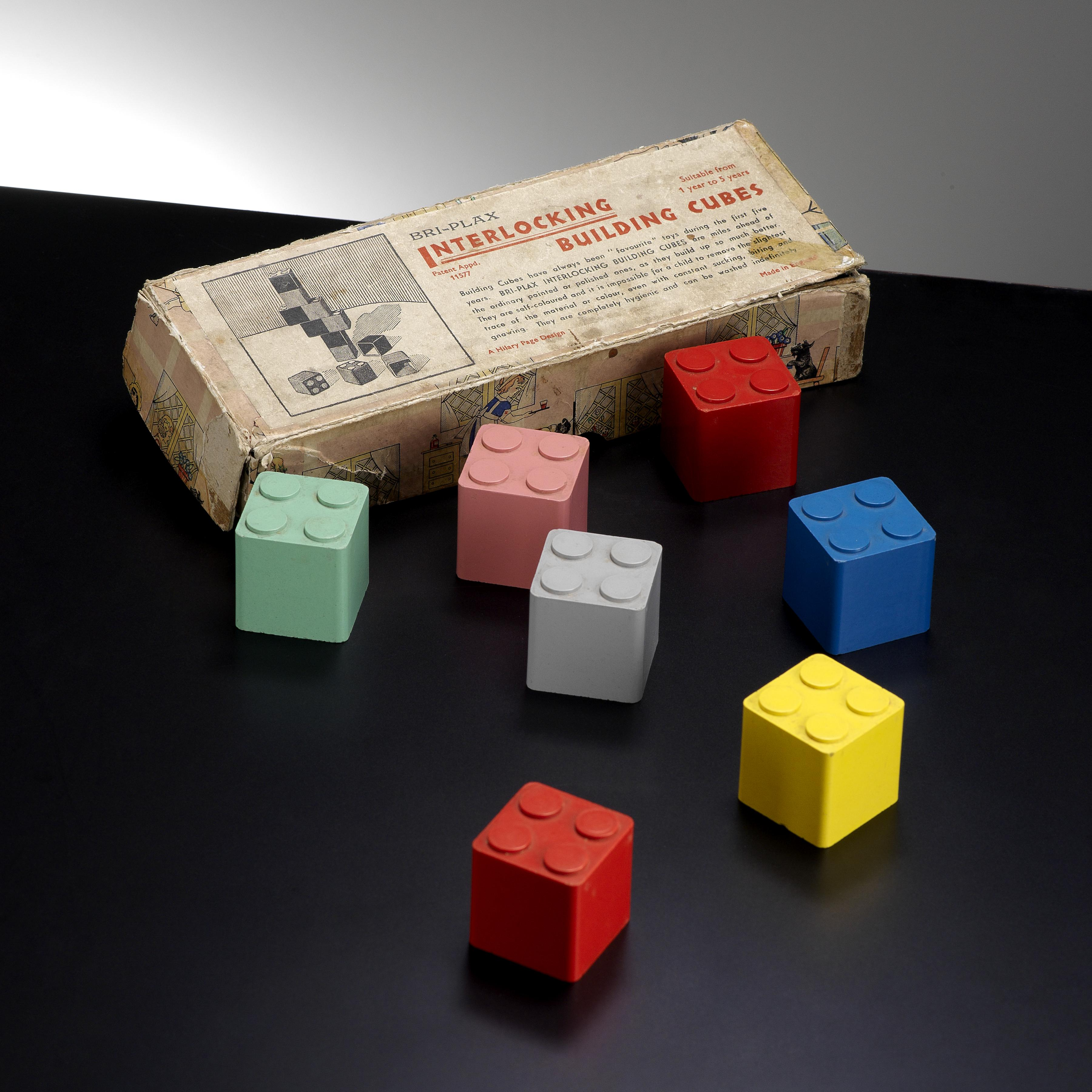
Соединяющиеся строительные кубики Хилари Фишер Пейдж 1939 года

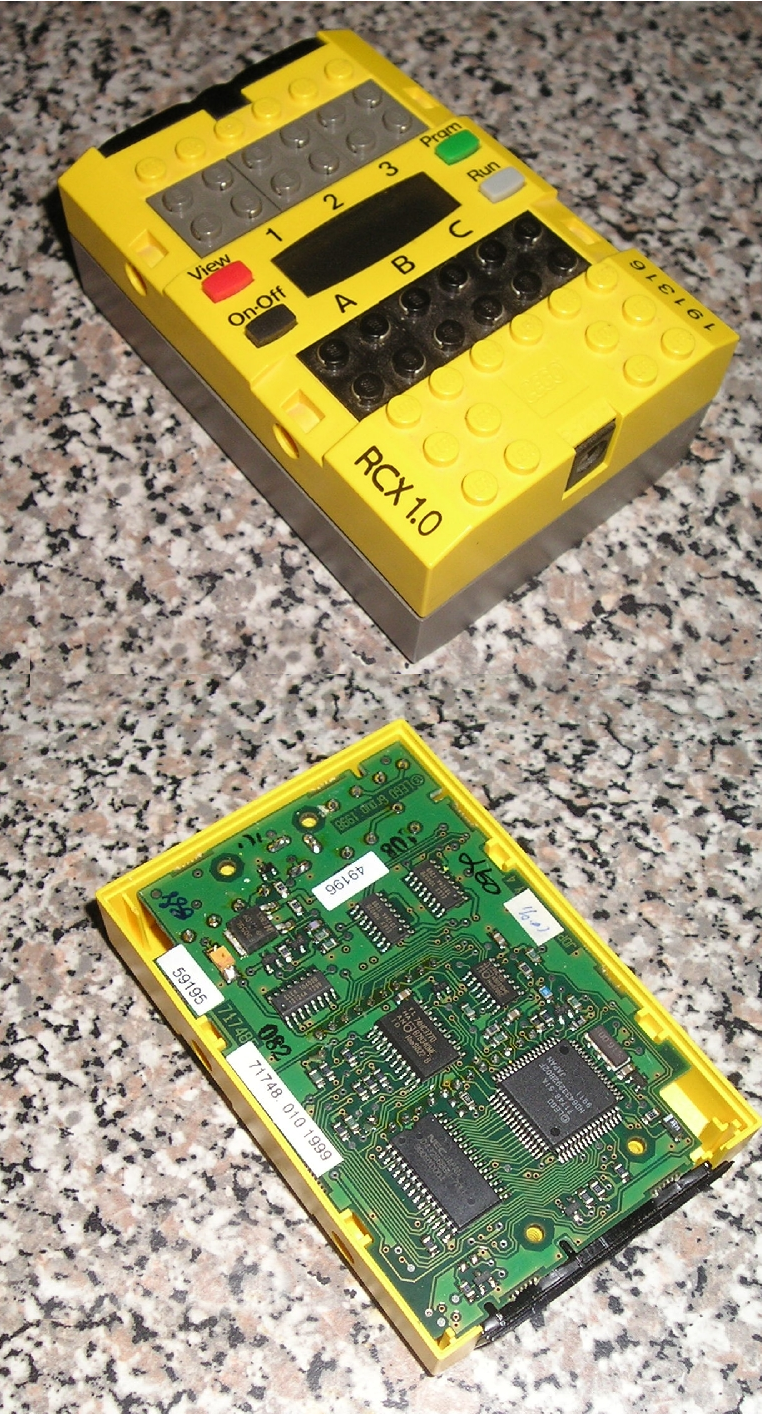
Блок Lego с платой управления из набора «RCX 1.0», 1998 г.

Компания Lego Group была основана в 1932 году. Её основателем стал датчанин Оле Кирк Кристиансен), являвшийся в то время бригадиром команды плотников и столяров. Задача, которая стояла перед работниками компании (поначалу она состояла всего из 7 человек), — создать игрушки, развивающие воображение, изобретательность и творческие способности ребёнка. В 1947 году компания расширила производство и начала выпуск пластиковых игрушек. Начиная с момента своего появления в 1949 году, элементы Lego во всех своих вариантах остаются совместимы друг с другом. Так, элементы, созданные в 1958 году, по-прежнему соединяются с элементами, выпущенными сейчас, несмотря на радикальные изменения в дизайне и форме элементов за эти годы.

### Знаменательные даты
- 1949 — появление пластмассовых защёлкивающихся кубиков. Размеры их выверены таким образом, что кубики можно надёжно соединять между собой не только сверху, но и с боков.
- 1954 — в Дании официально зарегистрирована торговая марка Lego.
- 1961 — автомобили теперь также собираются из кубиков — ранее к наборам прилагались обычные масштабные модели, а из кубиков можно было строить только здания.
- 1961 — производством и продажей наборов Lego в Северной Америке по лицензии занимается фирма Samsonite (ныне крупный производитель багажных сумок и чемоданов). Сотрудничество длилось до 1988 года.
- 1962 — появляются кубики минимальной высоты, равные 1/3 от базового.
- 1963 — впервые к наборам прилагается инструкция по сборке.
- 1968 — 7 июля в Биллунде открывается первый парк отдыха и развлечений Legoland.
- 1969 — появляется типоразмер duplo.
- 1970 — численность сотрудников компании достигла тысячи человек.
- 1973 — логотип компании меняется на современный: белая надпись в красном квадрате.
- 1978 — появляются классические для Lego фигурки человечков с лицами (лего-человечки), подвижными головой, руками и ногами.
- 1996 — запущен сайт lego.com.
- 2000 — Британская ассоциация продавцов игрушек назвала кирпичик Lego самой значимой игрушкой XX века.
- 2011 — компания Lego заняла пятое место по результатам опроса 48 тыс. людей из 15 важнейших мировых регионов по доверию к компании.
- 2013 — переход нумерации наборов Lego на пятизначную нумерацию (до этого 5 цифр в номере набора означало высокую цену и размер набора).
- 2017 — построен Lego House[en].

С 1991 года, с началом эры компьютерных видеоигр, компания Lego 11 лет несла убытки, исправив это положение только с выходом новых роботизированных наборов.
Одно из новых популярных увлечений — создание мультфильмов или воссоздание отрывков из существующих фильмов с использованием кирпичиков Lego для обстановки и фигурок Lego в качестве персонажей (Lego-анимация). Обычно для таких фильмов используют метод анимации stop motion. С 2000 года это увлечение получило своё распространение по всему миру, в частности, в России.
В мае 2025 года Lego собрала десять полноразмерных «болидов» для «Формулы-1» — пилоты прокатились на них перед Гран-при Майами. Для каждого использовали по 400 тысяч деталей Lego — вдобавок к автокомпонентам. 

### В поп-культуре
Популярность Lego подтверждается его широким представлением и использованием во многих формах культурных произведений, включая книги, фильмы и произведения искусства. Его даже использовали в классе в качестве учебного пособия. В США Lego Education North America является совместным предприятием Pitsco, Inc. и образовательного подразделения Lego Group.
В 1998 году кубики Lego были одними из первых, кто был занесён в Национальный зал славы игрушек в The Strong в Рочестере, штат Нью-Йорк.

## Производство

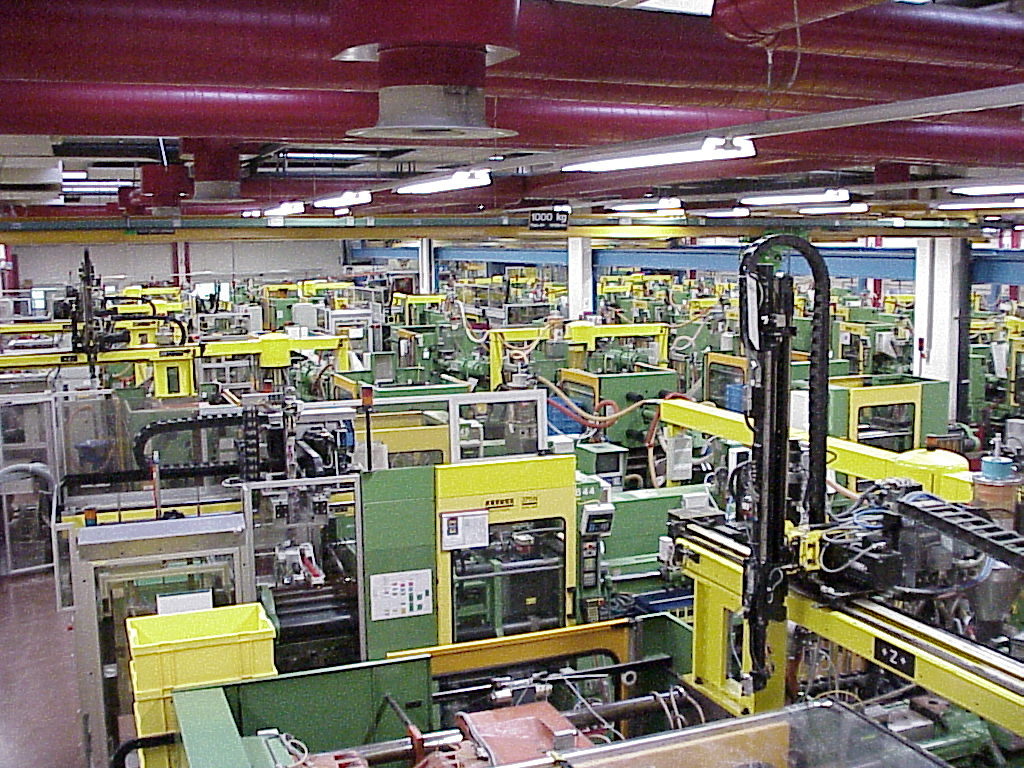
Цех по производству кубиков

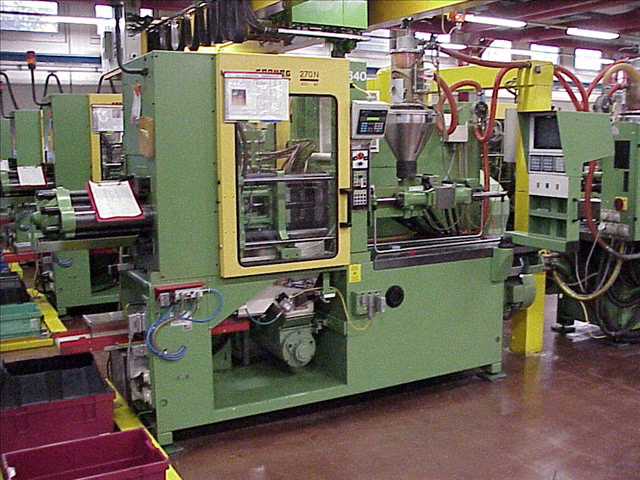
Термопластавтоматы Lego производства немецкой компании Arburg

Все детали конструкторов Lego изготавливаются по определённому стандарту с высокой степенью точности (формы для штамповки элементов конструктора производятся с точностью 10 мкм). Кубики, созданные в наше время, можно состыковать с кубиками, выпущенными в 1958 году, они соединяются без значительных усилий и не отваливаются после соединения.
Основа производства — термопластавтоматы, в которых из разноцветных термопластов методом инжекции (впрыскивания) штампуют под давлением 25—150 тонн и температуре +232 °C элементы конструктора.
Основные производственные мощности компании расположены в Дании, Чехии, Мексике и Китае.
- Главный завод в Биллунде (Дания), где в цехах длиной до полукилометра стоят ряды автоматов, штампует около 21 млрд кубиков в год. На это уходит порядка 60 тонн пластика в день.
- Завод в Кладно (Чехия) выпускает 35—40 % (свыше миллиона деталей) всей продукции компании, там же расположен гигантский роботизированный склад, один из самых больших в Европе, где производится оформление заказов и рассылка продукции по торговым точкам во всём мире.

## Дизайн
Детали Lego всех разновидностей составляют универсальную систему. Несмотря на изменения в дизайне и назначении отдельных предметов на протяжении многих лет, каждый предмет остаётся каким-то образом совместимым с существующими предметами. Кубики Lego 1958 года по-прежнему взаимосвязаны с теми, которые производятся в настоящее время, а наборы Lego для маленьких детей совместимы с наборами, созданными для подростков. Шесть кирпичей 2×4 шипа можно комбинировать 915 103 765 способами.
Каждая деталь Lego должна быть изготовлена с высокой степенью точности. Когда две детали сцеплены, они должны плотно прилегать друг к другу, но при этом легко разбираться. Машины, производящие кирпичи Lego, имеют допуски всего 10 микрометров.
Основная работа над концепцией и разработкой ведётся в штаб-квартире в Биллунде, где в компании работает около 120 дизайнеров. У компании также есть небольшие конструкторские бюро в Великобритании, Испании, Германии и Японии, которым поручено разрабатывать продукты, специально предназначенные для этих рынков. Средний период разработки нового продукта составляет около двенадцати месяцев, разделённых на три этапа. Первый этап заключается в выявлении рыночных тенденций и событий, включая прямой контакт дизайнеров с рынком; некоторые размещаются в магазинах игрушек незадолго до праздников, а другие опрашивают детей. Второй этап — проектирование и разработка продукта по результатам первого этапа. По состоянию на сентябрь 2008 года, проектные группы используют программное обеспечение для 3D-моделирования для создания САПР-чертежей по первоначальным эскизам проекта. Затем прототипы прототипов создаются на собственной стереолитографической машине. Эти прототипы представляются всей команде проекта для комментариев и для тестирования родителями и детьми в процессе «валидации». Затем проекты могут быть изменены в соответствии с результатами фокус-групп. Виртуальные модели готовых изделий Lego строятся одновременно с написанием инструкций для пользователей. Готовые CAD-модели также используются в более широкой организации для маркетинга и упаковки.
Lego Digital Designer — это официальная часть программного обеспечения Lego для Mac OS X и Windows, которое позволяет пользователям создавать свои собственные цифровые проекты Lego. Когда-то программа позволяла клиентам заказывать свои индивидуальные проекты с услугой доставки физических моделей из Digital Designer потребителям; служба закончилась в 2012 году.

## Интеллектуальная собственность Lego

### Кирпичики

#### Промышленный образец
Корпорация Lego владеет портфелем патентов на промышленные образцы. Вместе с тем, патентование кирпичика Lego в качестве промышленного образца вызывает возражения, поскольку патент на промышленный образец не выдается на дизайн изделий, признаки которого обусловлены только техническим назначением. Внешние черты кирпичиков, по сути, обусловлены только технической функцией: обеспечить их соединения с другими деталями. 
Показательным является следующее дело.
В 2010 году Lego получила Европейский патент на промышленный образец плоского блока с четырьмя соединительными выступами.

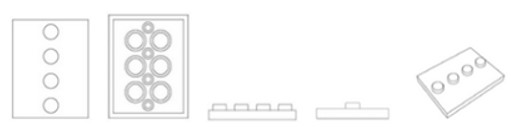
Чертеж из патента на промышленный образец EU 001664368-0006

В 2017 году немецкая компания Дельта - Спорт Хандельсконтор подала возражение против выдачи этого патента Lego. Основной аргумент возражения заключался в том, что все признаки запатентованного блока обусловлены только технической функцией. 
Первая инстанция сохранила патент Lego, однако вторая инстанция патент аннулировала, признав, что все признаки блока Lego обусловлены только техническим назначением. Третья инстанция отменила решение второй инстанции. Третья инстанция согласилась с тем, что наличие выступов обусловлено только технической функцией, однако существовала возможность спроектировать другую площадь блока иначе чем гладкая поверхность, то есть гладкая поверхность обусловлена творческим решением дизайнера, а не техническим назначением.

#### Товарный знак
Кирпичики зарегистрированы в качестве товарных знаков. Проблема такой охраны связана с тем, что кирпичики, в сущности, являются товаром, а товарным знаком не может быть обозначение или символ, воспроизводящее товар, поскольку такой товарный знак не обладает различительной способностью. 
Показательным является следующее дело.
В 1996 году компания Lego подала на регистрацию в качестве товарного знака свой базовый блок красного цвета на территории Европейского союза. Европейское ведомство временно отклонило заявку, поскольку, по его мнению, форма игрушечного блока была лишена каких-либо отличительных признаков, и потенциальный товарный знак состоял исключительно из формы товара (детали игрушечного конструктора). Компания Lego в ответ на временное отклонение заявки указала, что блок ассоциируется в представлении среднего потребителя как товар именно компании Lego в силу мировой известности и узнаваемости продукции. С доводами компании Европейское ведомство согласилось и товарный знак был зарегистрирован под номером 000107029 для игрушек, включая строительные игрушки.
В 1999 году компания Ритвик Холдинг Инк. подала возражение против регистрации товарного знака в отношении строительных конструкторов, поскольку товарный знак воспроизводит внешнюю форму товара, необходимую для достижения технического результата. Европейское ведомство пересмотрело свою позицию и поддержала мнение Ритвик Холдинг Инк.: аннулировало регистрацию товарного знака в отношении строительных игрушек поскольку товарный знак воспроизводит форму товара. 

#### Авторское право
Самым неоднозначным инструментом охраны Lego-блока является авторское право, хотя бы потому, что форма блоков обусловлена технической необходимостью и творческий характер изделий неочевиден. Даже представители самой компании Lego в Шведском суде в 1987 году признали, что в блоках Lego недостаточно оригинальности для того, чтобы считаться объектом авторских прав.
Дополнительную сложность создаёт тот факт, что объекты авторских прав не регистрируются и авторские права возникают автоматически в силу создания произведения, следовательно, в судебном споре  необходимо доказывать наличие объекта авторских прав.
Под влиянием обстоятельств позиция юристов может изменится. Так произошло в одном деле, в котором представители компании Lego принялись доказывать наличие авторских прав на блоки.
В сентябре 1999 года компания Lego, подала иск против компании Кеаго Той и Пекинского Торгового Центра за нарушение авторских прав Lego. Ответчики продавали подделки различных блоков Lego. В этом деле Народный суд Пекина признал, что в Lego-блоках выражена достаточная степень оригинальности для того, чтобы считаться произведениями прикладного искусства и получить правовую охрану  как объекты авторских прав в соответствии с Бернской конвенцией. На основании изложенного требования были удовлетворены.

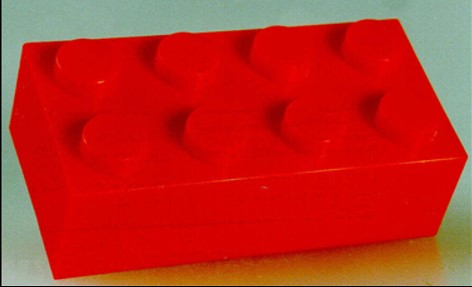
Базовый блок LEGO в качестве товарного знака

## Компьютерные игры

### Вышедшие
- Lego Island (1996)
- Lego Creator (1998)
- Lego Loco (1998)
- Lego Chess (1998)
- Lego Racers (1999)
- Legoland (1999)
- Lego Friends (1999)
- Lego Rock Raiders (1999)
- Lego Stunt Rally (2000)
- Lego Alpha Team (2000)
- Lego My Style: Preschool (2000)
- Lego My Style: Kindergarten (2000)
- Lego Creator: Knights' Kingdom (2000)
- Lego Island 2: The Brickster’s Revenge (2001)
- Lego Racers 2 (2001)
- Bionicle: Quest for the Toa (в США: LEGO Bionicle: Tale of the Tohunga[33]) (2001)
- Lego Creator: Harry Potter (2001)
- Lego Soccer Mania (2002)
- Bionicle: Matoran Adventures (2002)
- Lego Creator: Harry Potter and the Chamber of Secrets (2002)
- Lego Island Xtreme Stunts (2002)
- Lego Drome Racers (2002)
- Bionicle: The Game (2003)
- Lego Knights' Kingdom (2004)
- Lego Star Wars: The Video Game (2005)
- Bionicle: Maze of Shadows (2005)
- Bionicle Heroes (2006)
- Lego Star Wars II: The Original Trilogy (2006)
- Lego Star Wars: The Complete Saga (2007)
- Lego Indiana Jones: The Original Adventures (2008)
- Lego Batman: The Videogame (2008)
- Lego Battles (2009)
- Lego Indiana Jones 2: The Adventure Continues (2009)
- Lego Rock Band (2009)
- Lego Harry Potter: Years 1–4 (2010)
- Lego Universe (2010)
- Lego Star Wars III: The Clone Wars (2011)
- Lego Pirates of the Caribbean: The Video Game (2011)
- Lego Harry Potter: Years 5–7 (2011)
- Lego Battles: Ninjago (2011)
- Lego Batman 2: DC Super Heroes (2012)
- Lego Властелин Колец (2012)
- Lego City Undercover (2013)
- Lego Ninjago: The Final Battle (2013)
- Lego City Undercover: The Chase Begins (2013)
- Lego Legends of Chima: Speedorz (2013)
- Lego Legends of Chima: Laval’s Journey (2013)
- Lego Marvel Super Heroes (2013)
- Lego Legends of Chima Online (2013)
- Lego Friends (2013)
- The Lego Movie Videogame (2014)
- Lego The Hobbit (2014)
- Lego Ninjago: Nindroids (2014)
- Lego Batman 3: Beyond Gotham (2014)
- Lego Мир юрского периода (2015)
- Lego Dimensions (2015)
- Lego Marvel Мстители (2016)
- Lego Звёздные войны: Пробуждение силы (2016)
- Lego Миры (2017)
- Lego City Undercover (2017)
- The Lego Ninjago Movie Videogame (2017)
- Lego Marvel Super Heroes 2 (2017)
- Lego The Incredibles (2018)
- Lego DC Super-Villains (2018)
- The Lego Movie 2 Videogame (2019)
- Lego Star Wars: The Skywalker Saga (2022)
- Lego Fortnite (2023)
- Lego Horizon Adventures (2024)

### Мобильные
- Lego Racers
- Lego Batman: The Mobile Game
- Lego Star Wars II: The Original Trilogy
- Lego Star Wars
- Lego Escape
- Lego World Soccer
- Bionicle Heroes
- Bionicle: Challenge
- Lego Batman: The Mobile Game
- Bionicle: Defenders
- Lego Break Breaker
- Lego 4+
- Lego City: Fire Hose Frenzy
- Lego Hero Factory: Brain Attack
- Lego City: Rapid Rescue
- Lego Legends of Chima: Speedorz
- Lego City: Spotlight Robbery
- Lego Star Wars: The Yoda Chronicles
- Lego Batman 2: DC Super Heroes
- Lego Batman: Gotham City
- Lego Harry Potter: Years 5-7
- Lego Nexo Knights: Merlock 2.0
- Lego Ninjago: Shadow of Ronan
- Lego Ninjago: Tournament

## Мультфильмы и мультсериалы

### Кинематографическая вселенная Lego
- Лего. Фильм (2014)
- Лего Фильм: Бэтмен (2017)
- Лего Фильм: Ниндзяго (2017)
- Лего. Фильм 2 (2019)

### Ниндзяго
- Ниндзяго. Мастера Кружитцу (м/с, 2011 — 2022)
- Ниндзяго: Восстание драконов (м/с, 2023 — н. в.)

### Звёздные войны
- Lego Звёздные войны: Месть детальки[англ.] (2005)
- Lego Звёздные войны: Поиск R2-D2[англ.] (2009)
- Lego Звёздные войны: Истории дроидов[англ.] (2015)
- Lego Звёздные войны: Сопротивление растёт[англ.] (2016)
- Lego Звёздные войны: Приключения изобретателей[англ.] (2016 – 2017)
- Lego Звёздные войны: Праздничный спецвыпуск[англ.] (2020)
- Lego Звёздные войны: Ужасающие истории[англ.] (2021)
- Lego Звёздные войны: Летние каникулы[англ.] (2022)
- Lego Звёздные войны: Восстанови галактику[англ.] (2024 – 2025)

### Lego Marvel Super Heroes
- «Lego Супергерои Marvel: Максимальная перезагрузка» (2013)
- «Lego Супергерои Marvel: Мстители. Снова в сборе!» (2015)
- «Lego Супергерои Marvel: Стражи Галактики. Угроза Таноса» (2017)
- «Lego Супергерои Marvel: Чёрная пантера. Проблемы в Ваканде» (2018)
- «Lego Супергерои Marvel: Человек-Паук. Раздражённый Веномом» (2019)
- «Lego Супергерои Marvel: Мстители. Климатическая головоломка» (2020)
- «Lego Супергерои Marvel: Мстители. Локи на тренировке» (2021)
- «Lego Супергерои Marvel: Мстители. Искривлённое время» (2022)
- «Lego Супергерои Marvel: Мстители. Код Красный» (2023)
- «Lego Супергерои Marvel: Мстители. Миссия Разрушение» (2024)

### Lego DC Super Heroes
- «Lego Бэтмен: Супергерои DC объединяются» (2013) — первый мультфильм из серии «Lego DC Super Heroes».
- «Lego Бэтмен: В осаде» (2014) — второй мультфильм.
- «Lego Супергерои DC: Лига Справедливости против Лиги Бизарро» (2015) — третий мультфильм.
- «Lego Супергерои DC: Лига Справедливости — Атака Легиона Гибели!» (2015) — четвёртый мультфильм.
- «Lego Супергерои DC: Лига Справедливости — Космическая битва» (2016) — пятый мультфильм.
- «Lego Супергерои DC: Лига Справедливости — Прорыв Готэм-Сити» (2016) — шестой мультфильм.
- «Lego Супергерои DC: Флэш» (2018) — седьмой мультфильм.
- «Lego Супергерои DC: Аквамен — Ярость Атлантиды» (2018) — восьмой мультфильм.
- «Lego Супергерои DC: Бэтмен — Дела Семейные[англ.]» (2019) — девятый мультфильм.
- «Lego Супергерои DC: Шазам — Магия и Монстры[англ.]» (2020) — десятый мультфильм.

### Бионикл
- Бионикл: Маска света (2003)
- Бионикл 2: Легенды Метру Нуи (2004)
- Бионикл 3: В паутине теней (2005)
- Бионикл: Легенда возрождается (2009)
- Бионикл: Путешествие (м/с, 2016)

### Мир юрского периода[англ.]
- Побег Индоминуса (к/м, 2016)
- Секретный экспонат[англ.] (2018)
- Легенда острова Нублар[англ.] (м/с, 2019)

### Скуби-Ду
- Время рыцаря террора (к/м, 2015)
- Призрачный Голливуд (2016)
- Улётный пляж (2017)

### Legends of Chima
- Легенды Чимы (2013 — 2014)

### Nexo Knights
- Нексо Найтс (2015 — 2017)

### Lego Манки Кид
- Манки Кид[англ.] (2020 — н. в.)

### Lego City
- Lego City: Приключения[англ.] (2019 — 2022)

### Lego Friends
- Lego Friends[англ.] (2013 — н. в.)

### Lego Эльфы
- Lego Эльфы[англ.] (2015 — 2018)

### Hero Factory
- Фабрика героев[англ.] (2010 — 2014)

### Mixels
- Миксели[англ.] (2014 — 2016)

### Lego Индиана Джонс
- Lego Индиана Джонс: В поисках утраченной детали[англ.] (2008)

### Lego Принц Персии
- Lego Принц Персии[англ.] (2010)

### Другие
- Lego: Приключения Клатча Пауэрса (2010)
- Lego: Атлантида[англ.] (к/м, 2010)
- Юникитти! (2017 – 2020)
- По кусочкам (2024)

## Программы для 3D моделирования Lego
- Lego Digital Designer
- Mecabricks
- Leocad

## Галерея

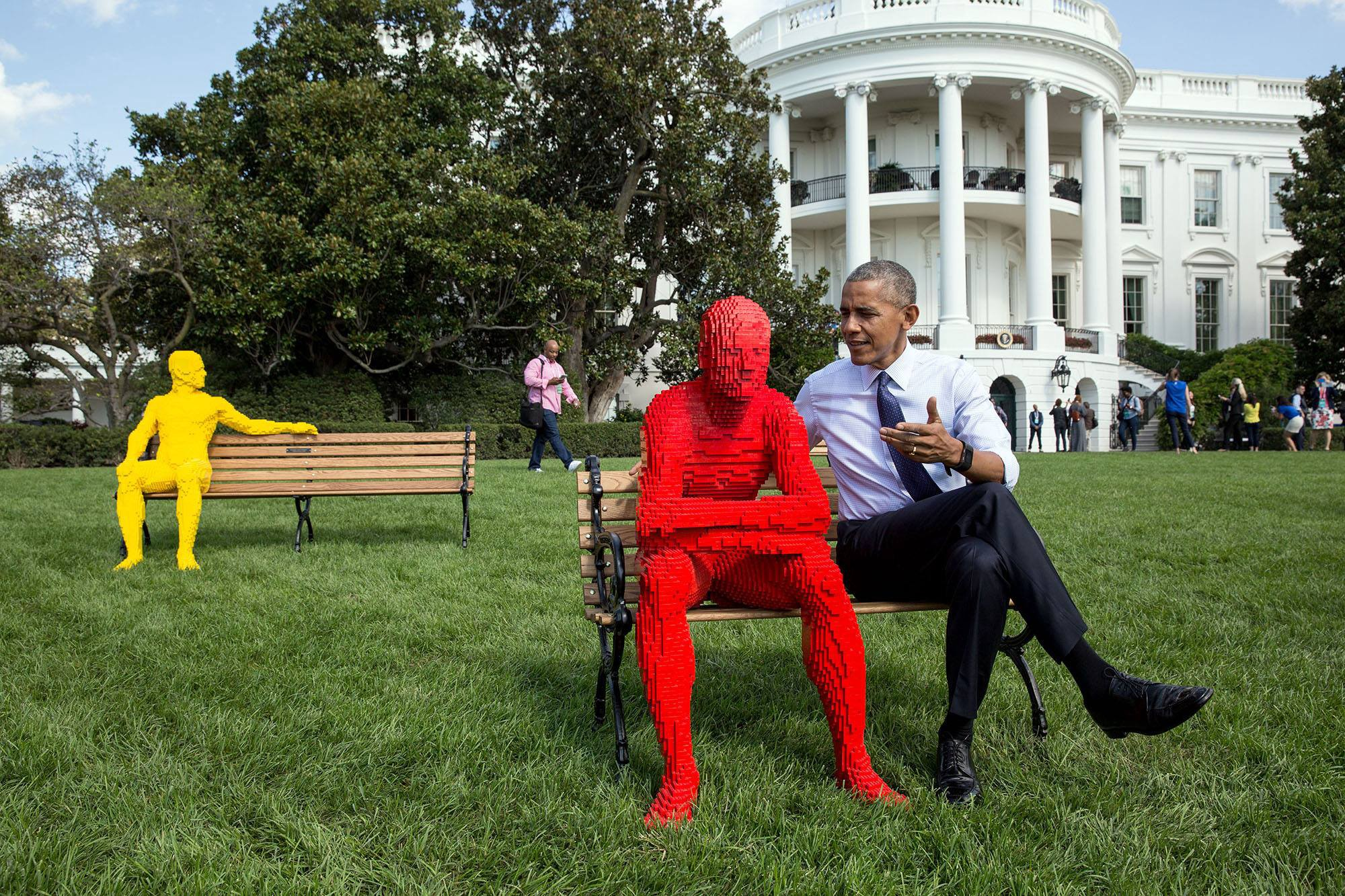
«Построение консенсуса» — инсталляция на лужайке у Белого дома с участием Президента США Б. Обамы и лего-фигур в натуральную величину
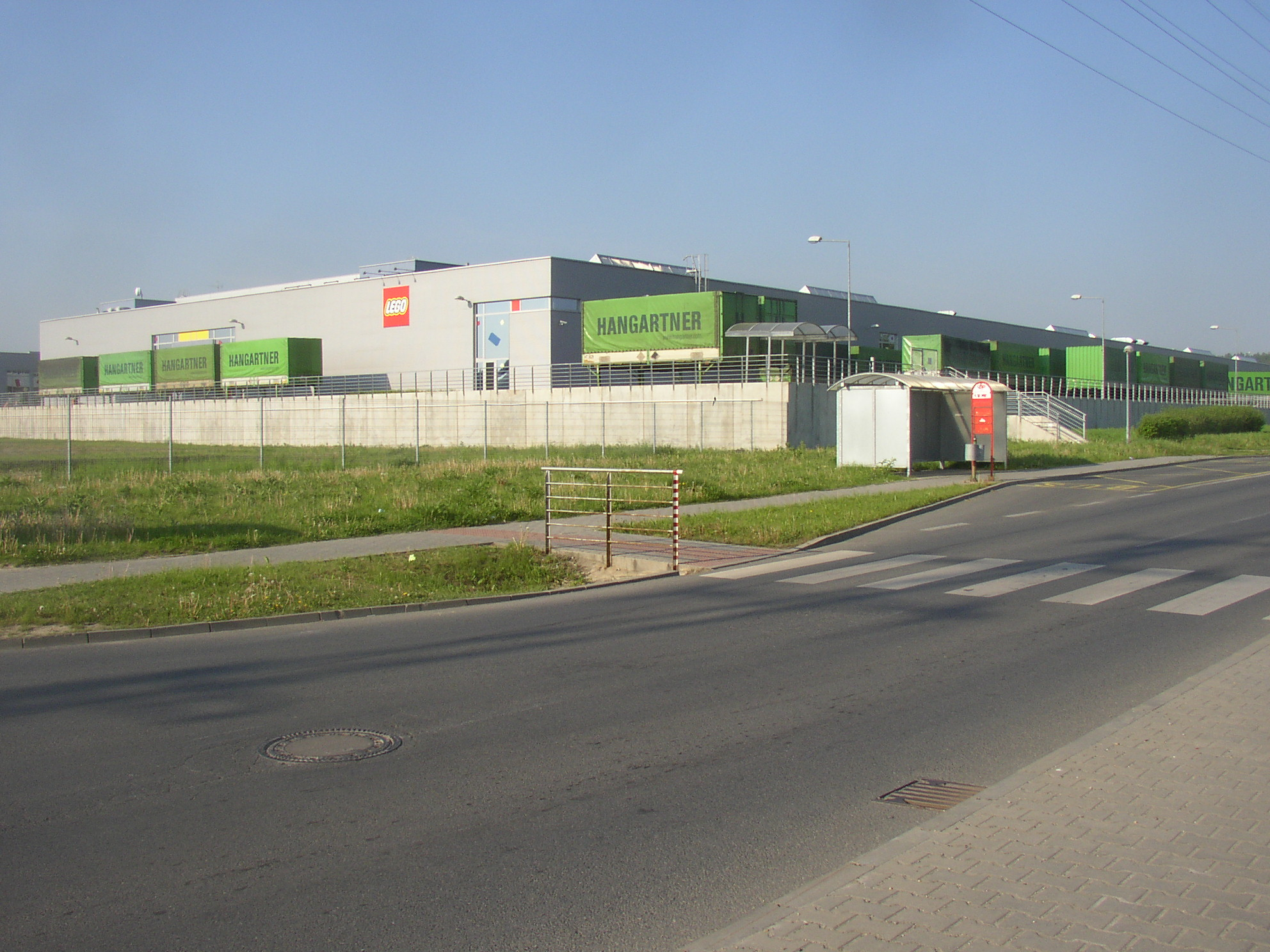
Фабрика Lego в Кладно, Чешская республика
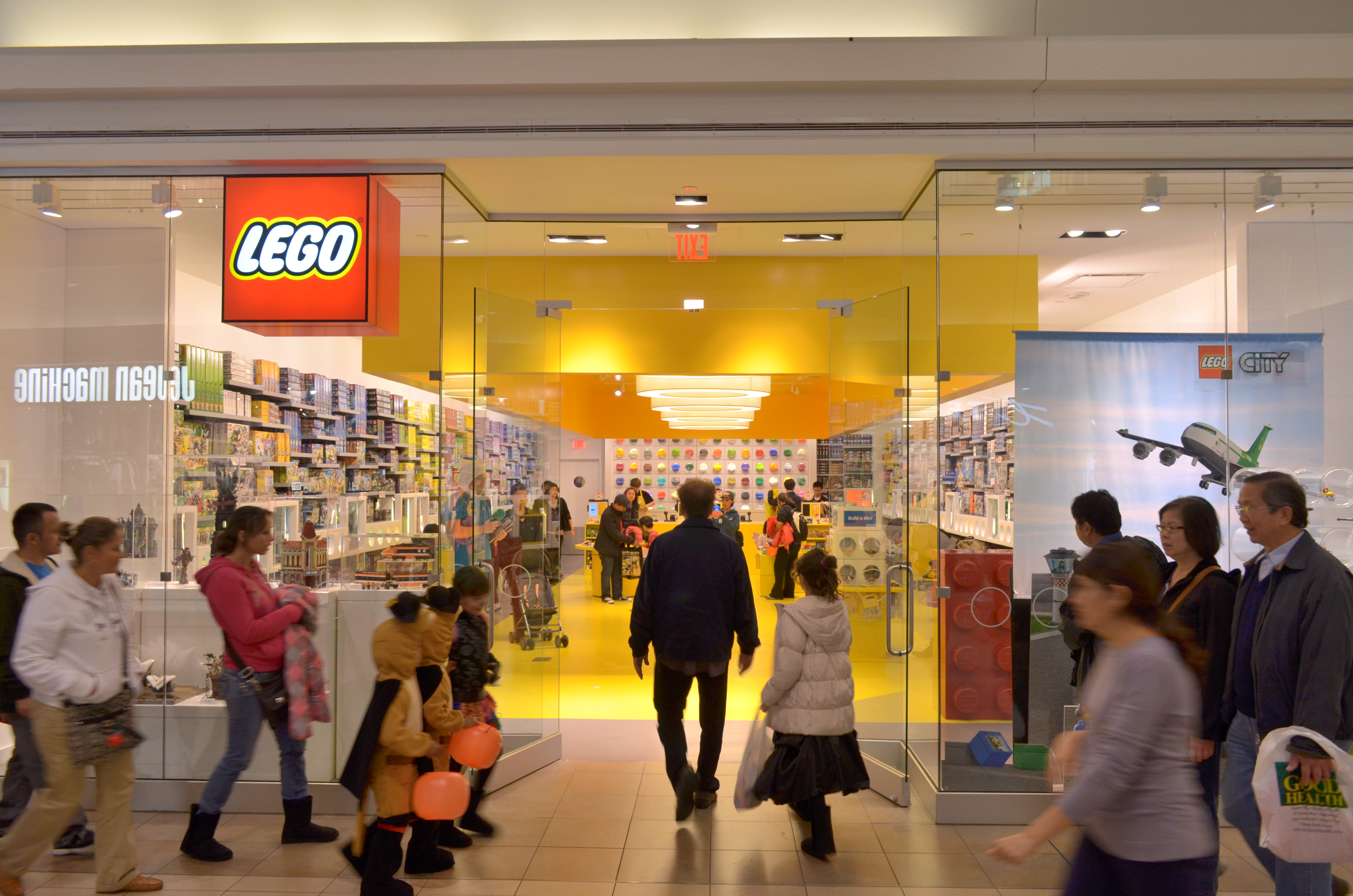
Магазин Lego в Канаде
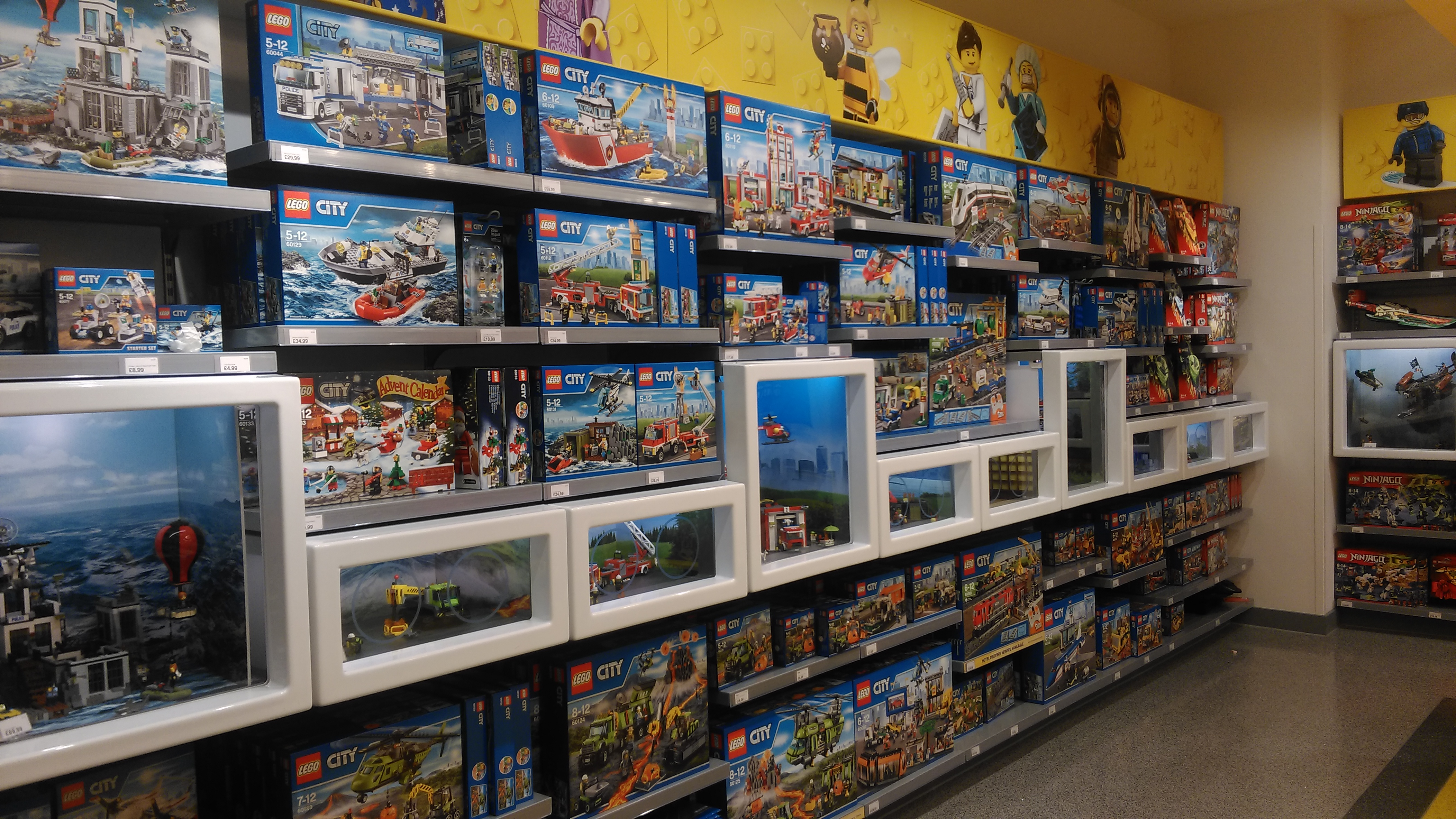
Наборы Lego на тему Lego City[англ.]
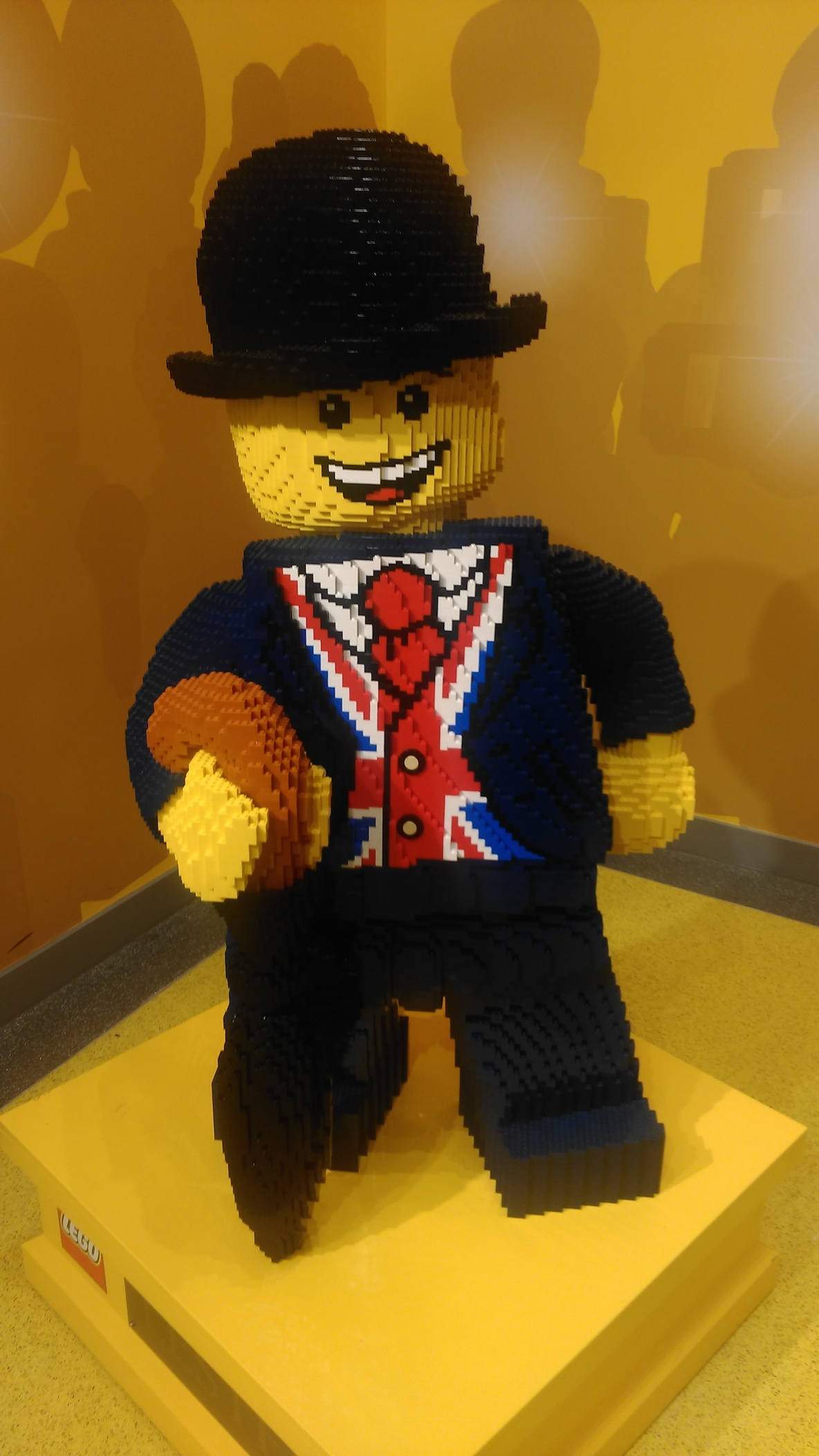
Талисман Лестер в крупнейшем в мире магазине Lego на Лестер-сквер в Лондоне
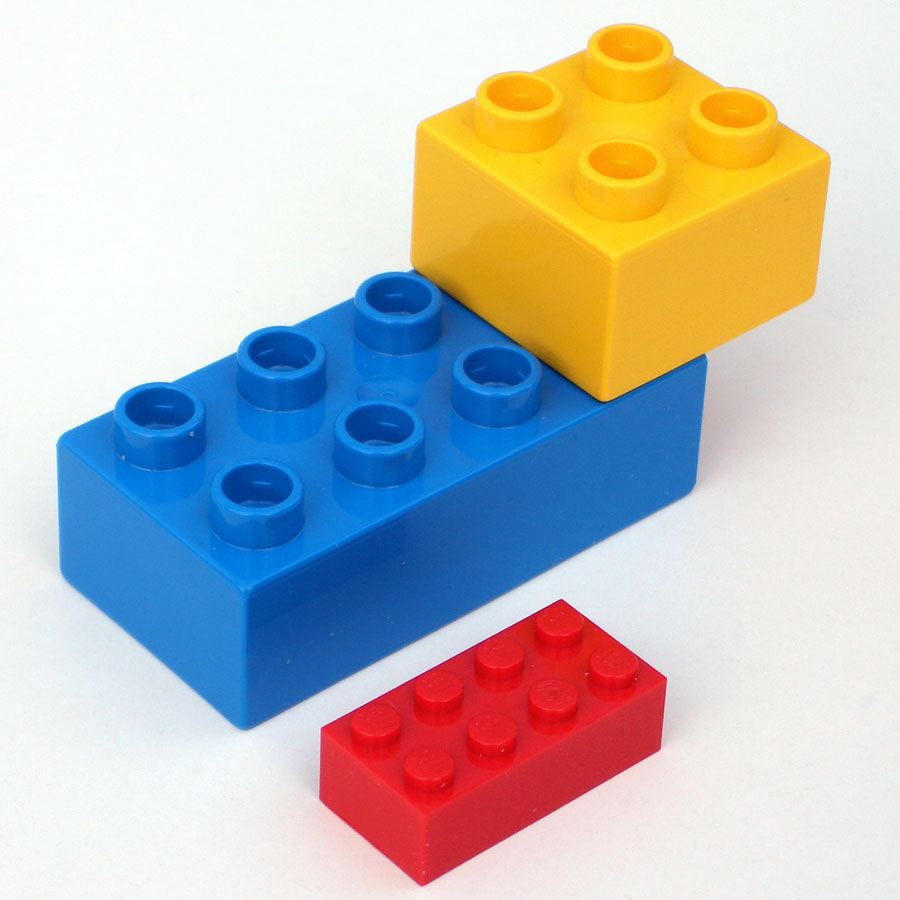
Два кирпичика Lego Duplo со стандартным кирпичиком для сравнения
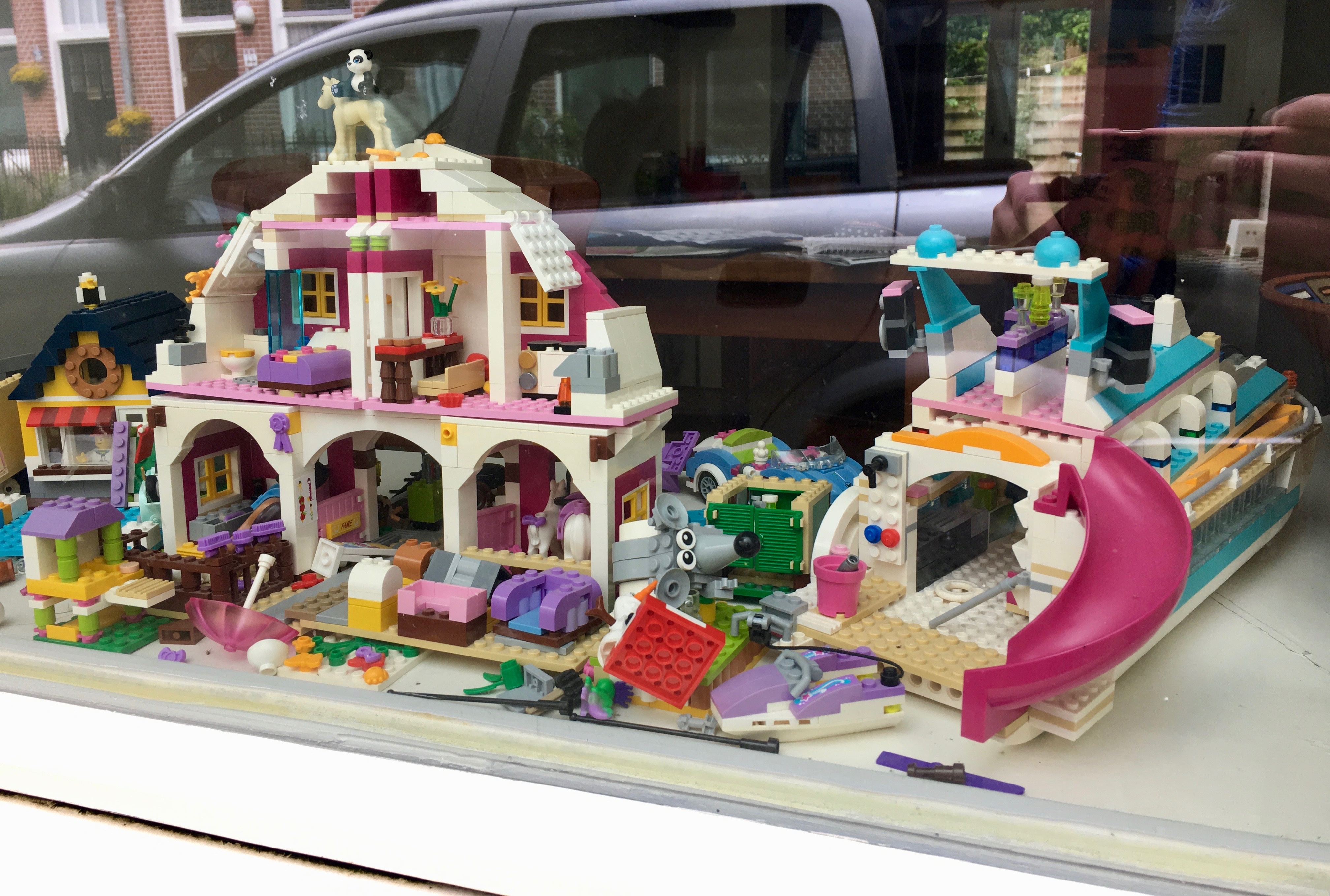
Собранные из Lego игрушечные кукольный домик и катер
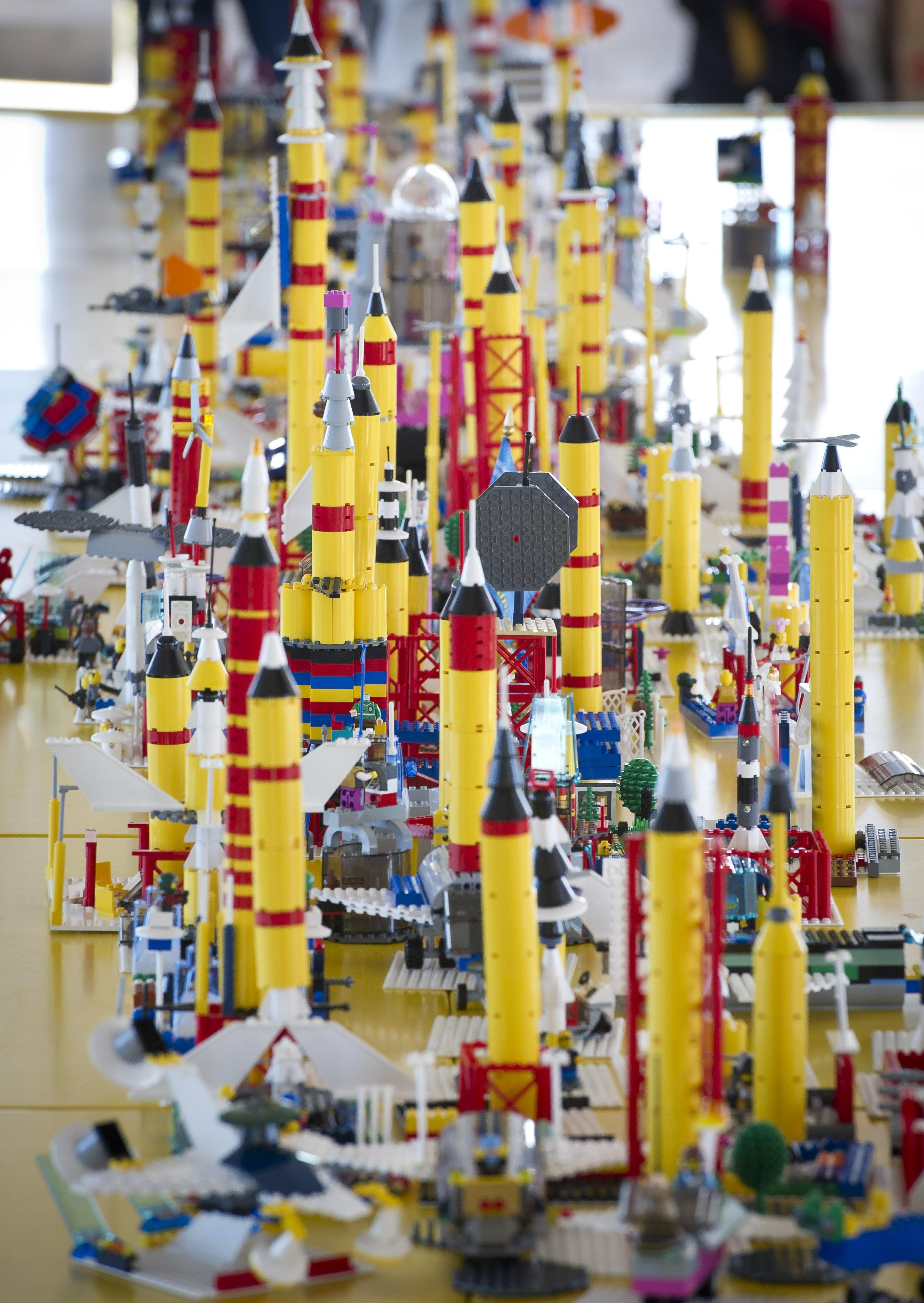
Здание Лего в Космическом центре Кеннеди НАСА
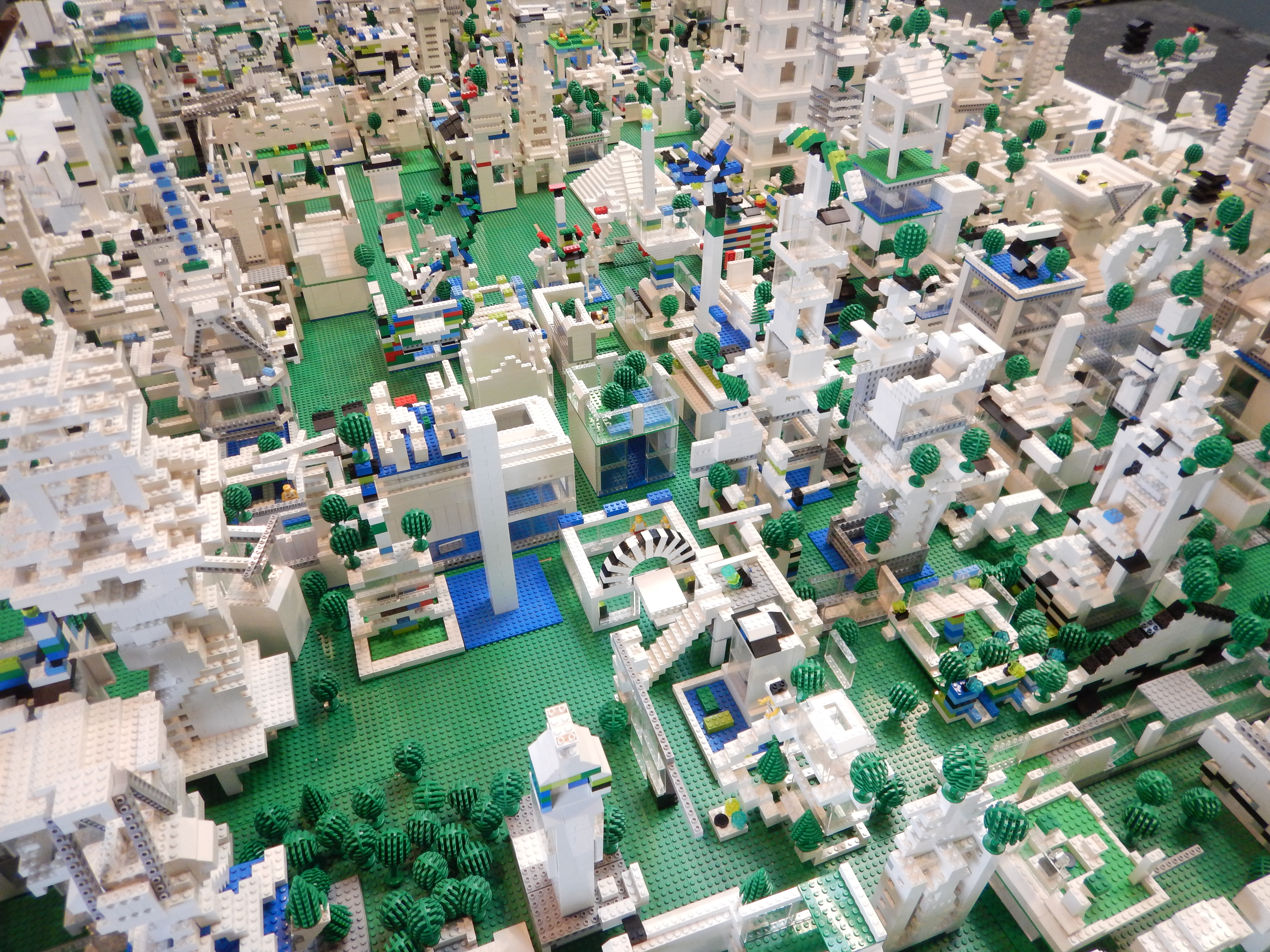
Игрушечный город, собранный из элементов Lego
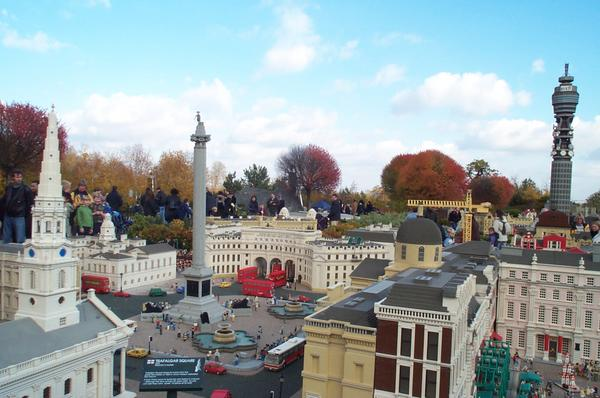
Модель Трафальгарской площади, Лондон, в Леголэнд Виндзоре[англ.]
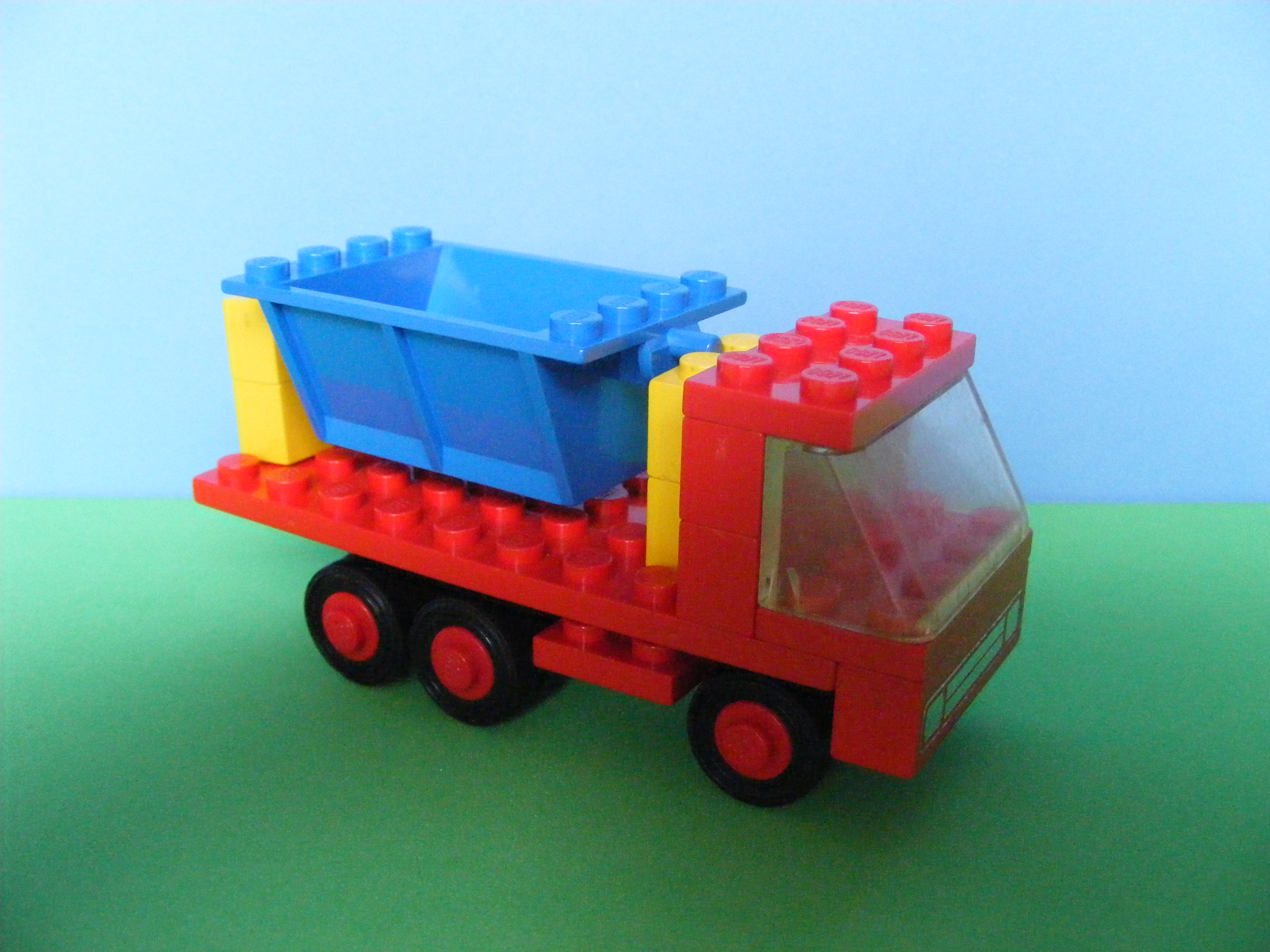
Простейшая модель автомобиля собранная из Lego
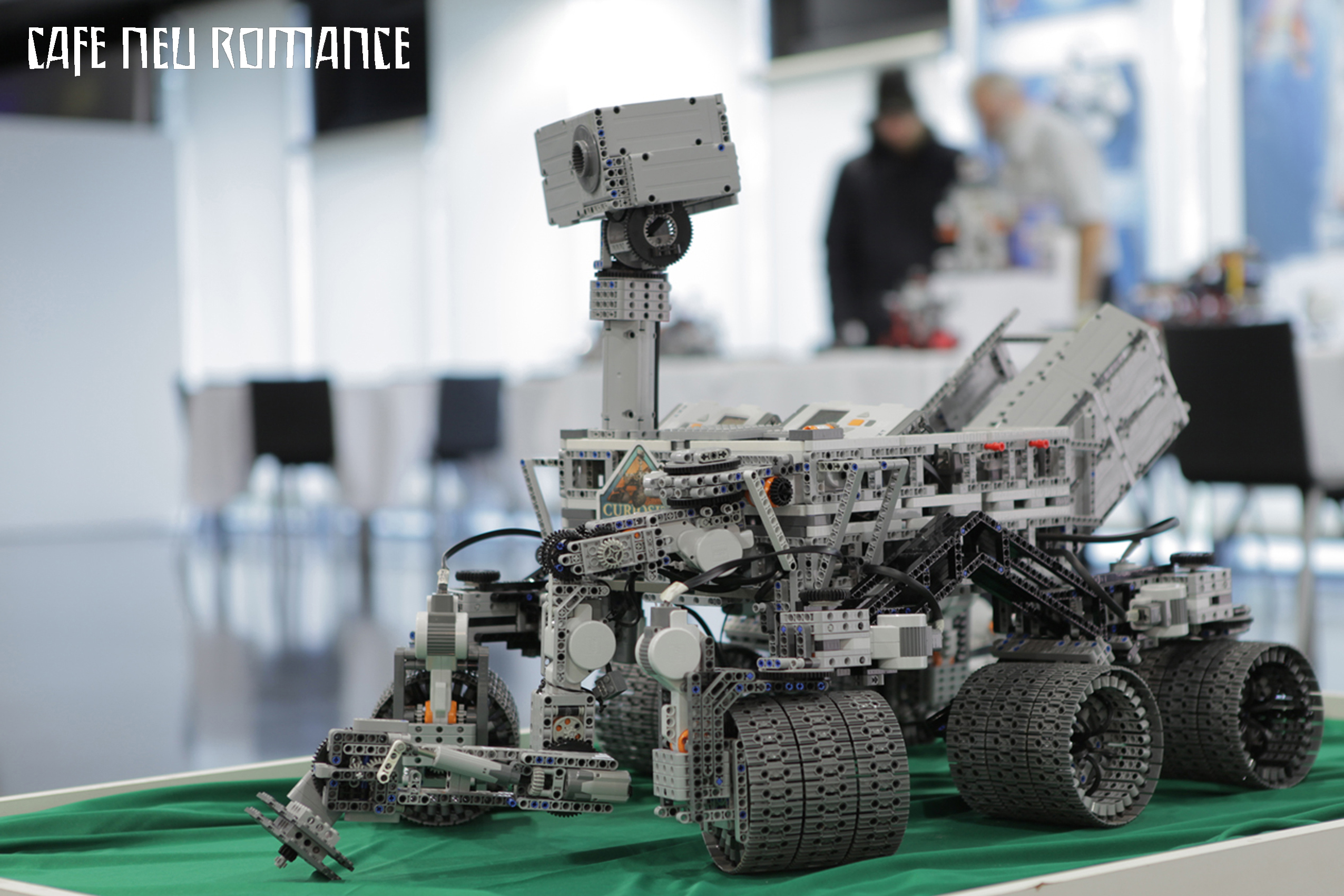
Роботизированная модель марсохода, собранная из Lego Mindstorms